# Aubuga
Al Buga (en francès Le Bugue) és un municipi francès situat al departament de la Dordonya i a la regió de la Nova Aquitània.

## Demografia
| 1962                                       | 1968  | 1975  | 1982  | 1990  | 1999  | 2007  |
| ------------------------------------------ | ----- | ----- | ----- | ----- | ----- | ----- |
| 2.424                                      | 2.741 | 2.778 | 2.784 | 2.764 | 2.781 | 2.760 |
| Des de 1962: població sense dobles comptes |       |       |       |       |       |       |

## Administració
| Període   | Identitat        | Partit |
| --------- | ---------------- | ------ |
| 1959-1979 | Léopold Salme    | PS     |
| 1979-1983 | Élie Leymonerie  | PS     |
| 1983-2008 | Gérard Fayolle   | UMP    |
| 2008-     | Gérard Labrousse | PS     |

## Agermanament
- Marckolsheim